# 秃头歌女
秃头歌女(羅馬尼亞語：Cântăreața Cheală)是罗马尼亚裔法国剧作家欧仁·尤内斯库的第一部戏剧作品。
首演於1950年5月11日在Theâtre des Noctambules上演，由法國導演Nicolas Bataille執導。自1957年起成為該劇院的固定演出劇目。該劇有數個改變版本，是法國上演最多的劇目之一。

## 灵感来源
此剧的灵感源自尤内斯库用Assimil方法学习英语时，对话内容的严肃和怪异给他留下了深刻的影响。他因此决定创作一部的荒诞剧，命名为《L'anglais sans peine（简易英语）》或是《Il pleut des chiens et des chats（倾盆大雨）》。 他最初用其母语罗马尼亚语创作，而后再用法语重写一遍。该剧如今广为人知的名字《秃头歌女》其实是出自一位演员在排练时的口误。

## 剧情简介
史密斯夫婦是來自倫敦的一對典型的英國中產階級夫婦，他們邀請馬丁夫婦來家中做客。其後，史密斯夫婦的女僕瑪麗和當地的消防隊長也加入到他們的談話中，消防隊長同時也是女僕瑪麗的戀人。兩家人互相開著無意義的玩笑，講著自己的故事，不時扯上幾句無意義的詩句。從某一刻起，馬丁夫人和她丈夫對話的語氣仿佛他們倆剛認識一樣。當消防隊長要離開時，他順便提到了一個“禿頭歌女”，而這個詞語卻對在場的每個人產生了非常不安的影響。劇目在兩對夫婦一齊高喊“不是那邊！在這兒！”中落幕，緊接著燈光熄滅。當燈光再度亮起時，馬丁夫婦代替史密斯夫婦重復第一場的表演和對話，全劇正式告終。

## 意义
正如大多數荒誕派戲劇一樣，《禿頭歌女》的主題並不十分明顯。一些人認為它表達了現代社會交流的無用性，台詞充滿了不合邏輯的推論，讓角色看上去根本沒有在聽他人說話，而只是在發狂似地嘶喊，讓自己的聲音被別人聽到。也有意見認為之後的演出都是對首演拙劣的模仿，但尤內斯庫在一篇寫給評論家們的文章裡強調，他並非有意在模仿，但如果他在模仿一件事物，那麼他就在模仿所有事物。
《禿頭歌女》看上去就像是永無止境的循環，最終幕包含了從表演最初重新開始的說明，即馬丁夫婦和史密斯夫婦互換角色。不過，這個創意在第一百場演出後才被加入全劇裡，最初是由史密斯夫婦重演第一幕。
据尤内斯库所说，他脑海内有很多种结尾，其中一个是“作者”和“剧院经理”一起敌对观众的高潮，甚至还有一个观众被机关枪射杀的版本。然而，他最终选择了循环这个成本更低的方案。尤内库斯在访谈中曾说：“我希望让两个角色从头再演一遍，以此赋予这个戏剧意义。这样，结束即是新的开始。既然剧目中有两对夫妇，那就让史密斯夫妇拉开帷幕，再让马丁夫妇重新开始吧，这暗示了角色间的可互换性：史密斯夫妇即是马丁夫妇，而马丁夫妇亦是史密斯夫妇。”